# 산탄젤로성

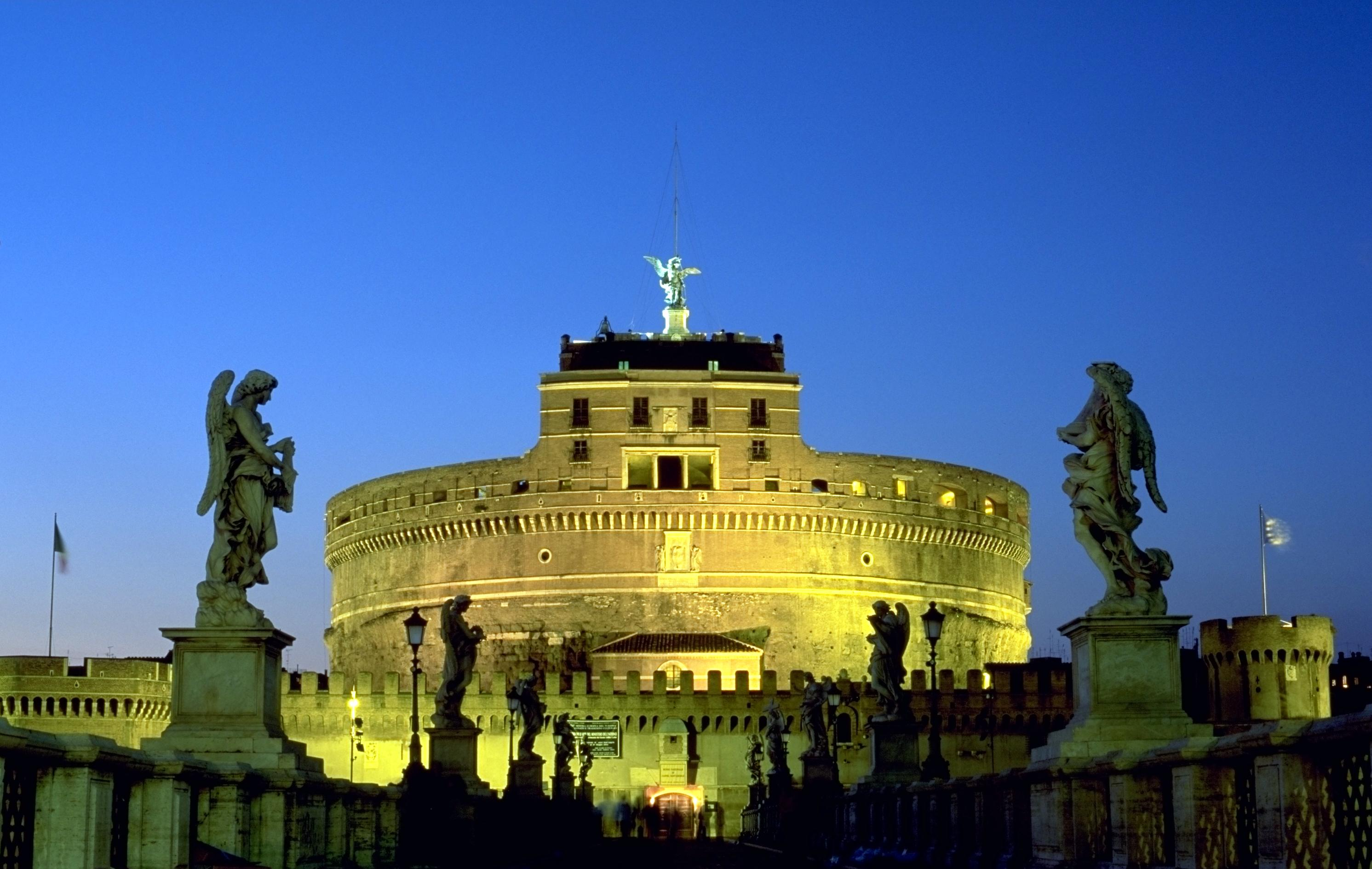
산탄젤로 다리에서 바라본 산탄젤로성의 야경

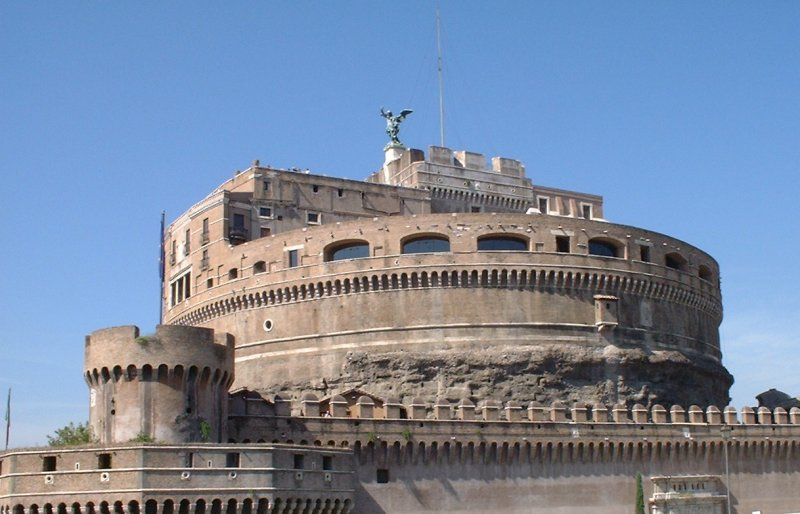
산탄젤로성

산탄젤로성(이탈리아어: Castel Sant'Angelo 카스텔 산탄젤로[*]) 또는 하드리아누스의 영묘는 로마에 있는 원통 모양의 건축물로 원래는 로마 제국의 황제 하드리아누스가 자신과 가족을 위해 세운 무덤이었다. 로마 제국이 멸망한 이후에는 로마 교황청의 성곽 겸 요새로 사용되었고 현재는 군사 박물관으로 사용되고 있다. 성의 정면에는 고대에 세워진 산탄젤로 다리가 있는데 이 다리는 아직도 로마에서 산탄젤로성으로 들어가는 입구를 지키고 있어 장관을 이룬다. 건물의 평면은 사각형으로 둘러싸인 원형인데 사각형의 각 모서리에는 개별적으로 설계된 망루가 있다. 중앙에 우뚝 솟은 원통형 부분은 홀·경당·주택·중정 및 교도소로 이루어져 있다. 자코모 푸치니의 오페라 《토스카》에서 3막에 여주인공이 뛰어내리는 성벽의 배경도 바로 이 산탄젤로성이다.

## 역사

### 하드리아누스의 건설

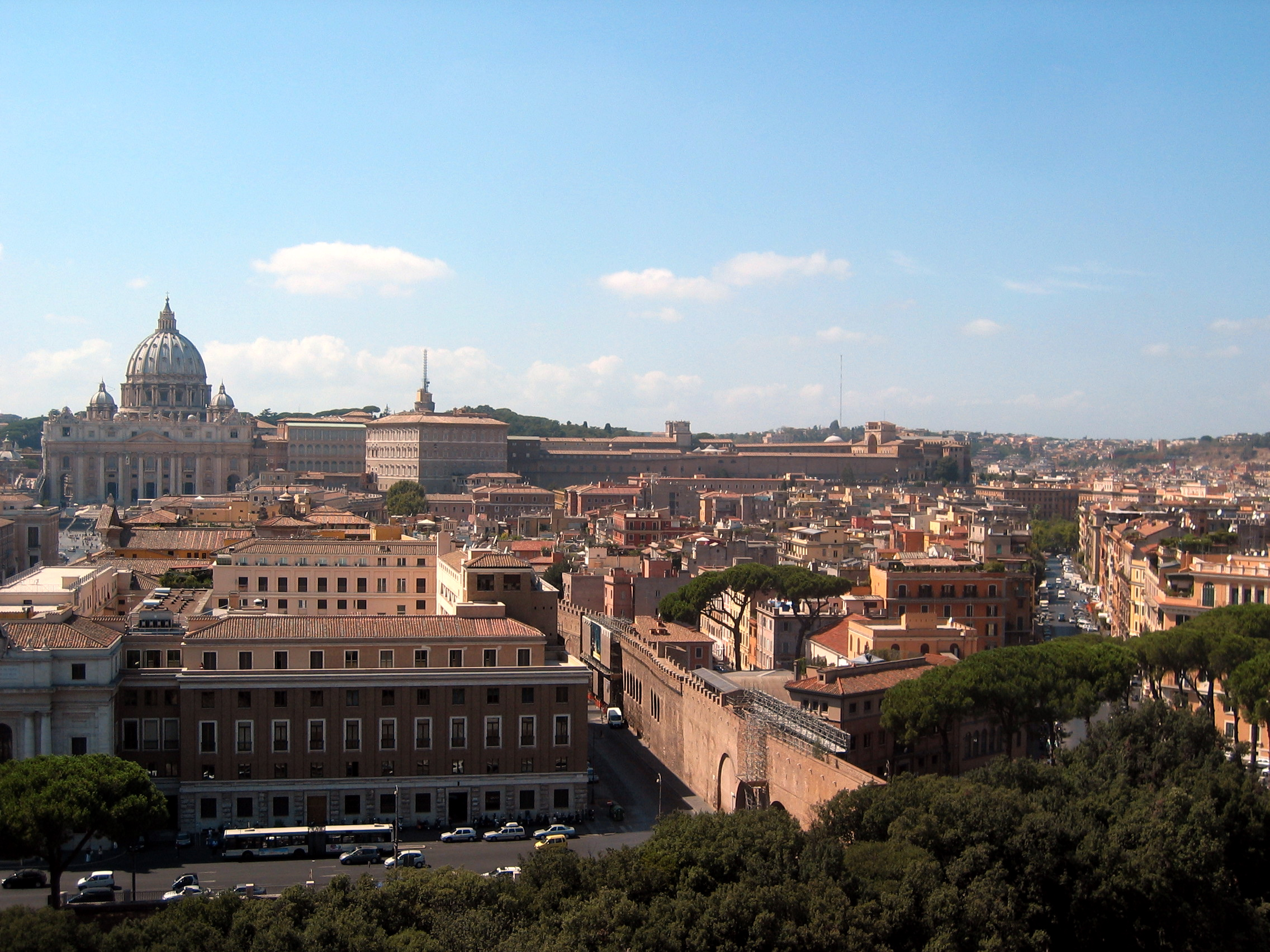
산탄젤로성에서 바라본 로마 시내

로마 황제 하드리아누스의 영묘는 135년부터 139년에 티베르강 오른쪽 연안에 세워졌다. 하드리아누스는 자신과 가족의 묘지로 사용하고자 건설을 시작했는데, 그가 죽고 난 1년 후 138년에야 안토니누스 피우스 황제에 의해 완공을 보게 되었다. 폭 89m, 높이 15m로 솟아 있는 받침지반은 벽돌로 되어 있고, 그 위에 둘레 64m, 높이 21m의 원형 드럼처럼 생긴 묘지가 세워졌다. 이 묘역을 이루는 모든 건축물은 원래 대리석으로 덧씌워져 있었고 현재의 출입구는 원래의 것보다 더 높다고 한다. 그 이후 카라칼라 황제 시대까지 묘지로 쓰였다. 중앙의 커다란 방에는 하드리아누스와 더불어 카라칼라까지의 후예 황제들이 묻혀 있다.
원래는 수많은 조각품과 석상들로 장식되어 있었으나 401년 영묘가 군사 요새로 개조되면서 많은 부분이 유실되고 호노리우스가 아우렐리아누스 성벽을 세울 때 재료로 쓰였다. 영묘 단지의 유해들은 410년 서고트족의 알라리크가 로마를 약탈할 때 상당 부분 약탈당했고 이후 537년 고트족의 로마 공성전 때도 파괴되었다.

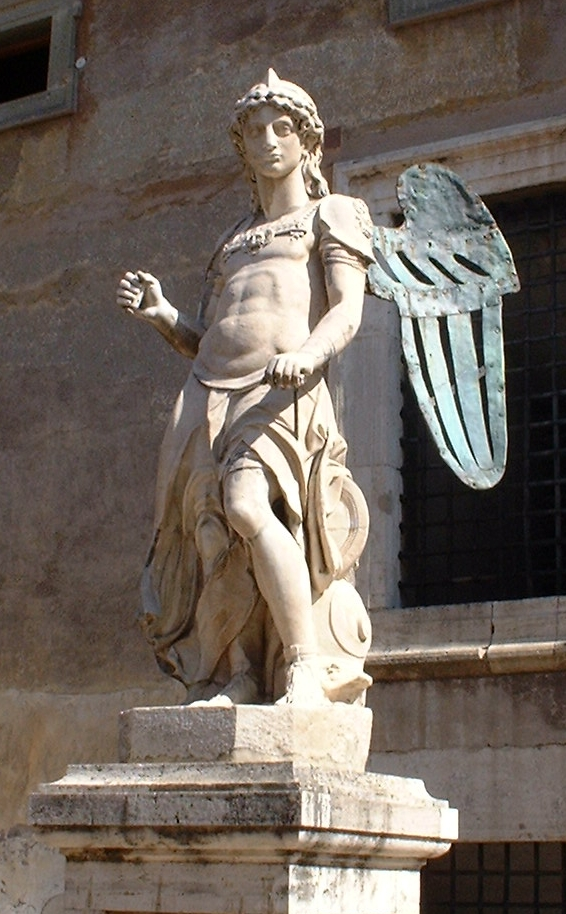
문테루포의 원래 미카엘 대천사상

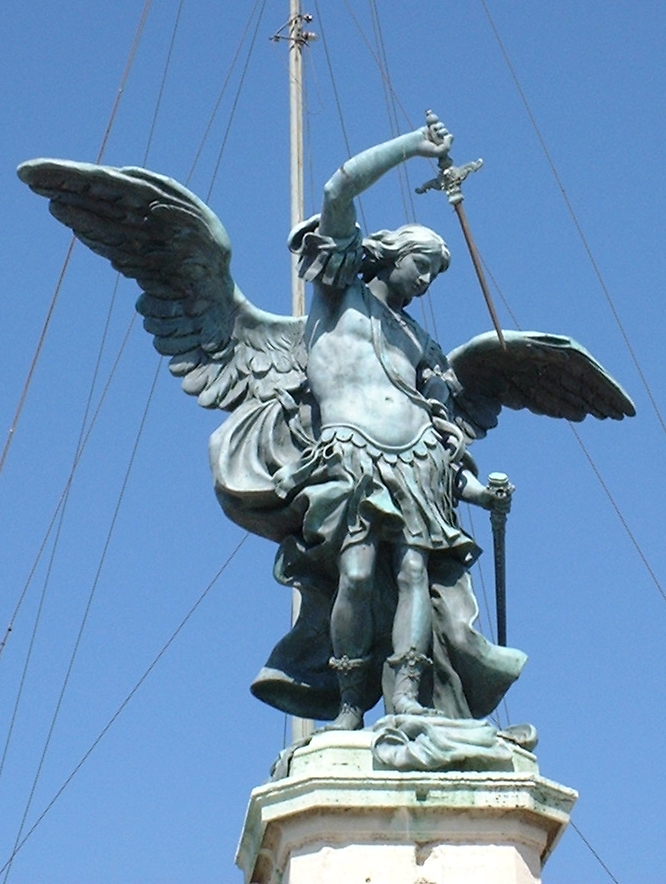
베르샤펠트의 현재 미카엘 청동상

산탄젤로라는 이름은 590년 그레고리오 대교황이 흑사병이 물러나기를 기원하는 참회의 기도를 올리다 흑사병의 종말을 뜻하는 광경, 즉 대천사 미카엘이 이 성 상공에서 칼을 칼집에 넣는 환시를 보았고 해서 전해진다. 이 사건 이후 지금의 산탄젤로(성천사[聖天使])라는 이름이 붙여졌고 이 사건을 기리려고 1536년 조각가 라파엘로 다 몬테루포는 이 건물 꼭대기에 대천사 미카엘의 대리석상을 세웠다. 대천사의 손에는 당시 로마에 창궐하던 전염병이 퇴치되었음을 선언하는 의미로 칼이 쥐어져 있다. 대천사상 옆에는 사형을 처할 때 울리던 자비의 종이 매달려 있다. 플랑드르의 조각가 페터 안톤 폰 베르샤펠트가 구리로 제작한 현재의 대천사상은 18세기에 제작되었으며 여섯 번째의 것이다. 첫 번째 대천사상은 나무로 만들었고 그 뒤로는 대리석으로 만들었다가 모두 무너졌다. 현재의 대천사상은 1789년에 프랑스 침략군에 의해 프랑스의 국기 색깔로 칠해지는 수모를 겪기도 하였다.
123년에 데메트리오의 설계로 산탄젤로성과 도심을 이어주는 다리가 건설되었다. 엘리오 하드리아누스 묘지로 안내하는 다리라 해서 그의 이름을 따 엘리오 다리(Ponte Elio)라 하였으나, 그레고리오 대교황의 환시에 나타난 천사 때문에 1600년부터 산탄젤로 다리라고 부른다. 그러나 원래의 다리에서 남아있는 것이라곤 중앙의 아치 세 개뿐이다. 1300년 교황 보니파시오 8세가 선포한 성년 때 대대적인 보수가 이루어졌고 그 뒤 1535년에는 교황 클레멘스 7세가 성 베드로와 성 바오로 석상을 세우게 하였다. 그리고 1669년에는 교황 클레멘스 9세가 조각가 베르니니로 하여금 천사의 조각상들을 설치하도록 하였다.

### 교황의 성, 피난처, 그리고 교도소

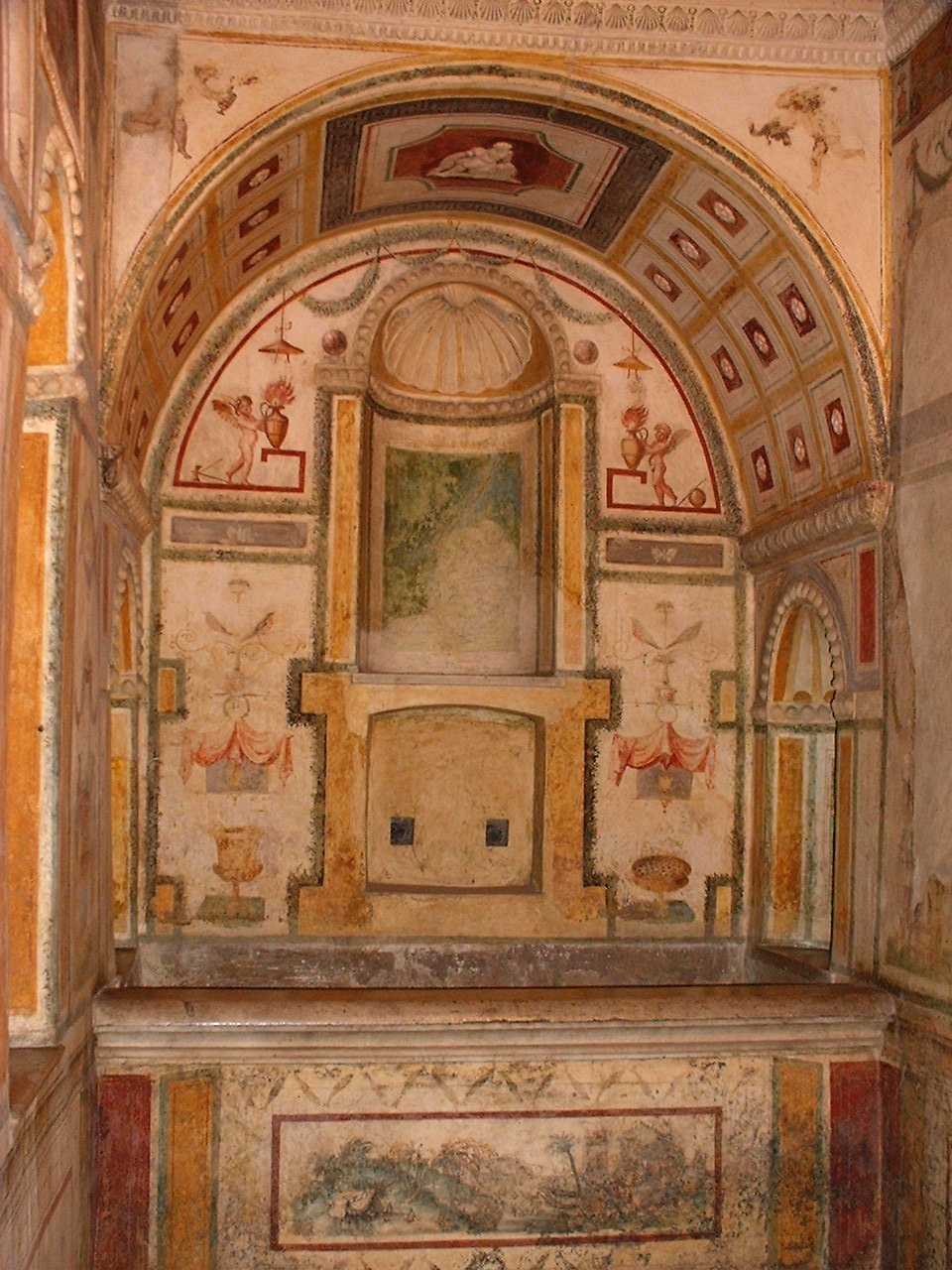
교황 클레멘스 7세의 세면실

14세기에 들어서면서 여러 교황이 이 영묘 단지를 성곽으로 고쳤고 중세 동안 내내 교황의 전용 피난처이자 요새, 그리고 교도소 등 여러 가지 용도로 사용되었다.
교황 니콜라오 3세는 위험에 처할 때 피신할 수 있게끔 산탄젤로성과 성 베드로 대성당을 연결하는 요새화된 비밀통로를 만들었고 1527년 신성 로마 제국 황제 카를 5세가 로마를 침공했을 때 교황 클레멘스 7세는 실제로 이 비밀통로를 통해 성 베드로 대성당에서 산탄젤로성까지 도피하였다. 이 사실을 안 황제는 산탄젤로성을 포위하고 공성전을 벌였다. 이때 화가 벤베누토 첼리니가 성벽에서 적군을 쏘아죽였다는 일화도 내려온다. 교황 레오 10세는 성 안에 성모 성당을 지었고 교황 바오로 3세는 성 안을 화려한 교황의 거처로 꾸며 장차 교황을 위협하는 전투가 벌어졌을 때의 임시 피난처로 만들었다. 또한, 로마 교황청의 중요한 교도소로도 사용되었는데 이곳 감옥에 수용되었던 역사적 인물로는 창부정치의 주도자인 마로치아와 르네상스 시기의 금은 세공가 첼리니와 혁명적 사상가 콜라 디 리엔초, 조르다노 부르노, 무어인 출신의 탐험가였던 레오 아프리카누스 등이 있었다.
1901년부터는 사용이 중단되었고 현재는 이탈리아의 국립 군사박물관으로 개조되어 고대부터 현대까지의 각종 무기가 진열되어 있다.

## 같이 보기
- 비아 델라 콘칠리아치오네